# Trachelismus distinguendus
Trachelismus distinguendus es una especie de coleóptero de la familia Attelabidae.

## Distribución geográfica
Habita en Filipinas.